# Coen van Vrijberghe de Coningh

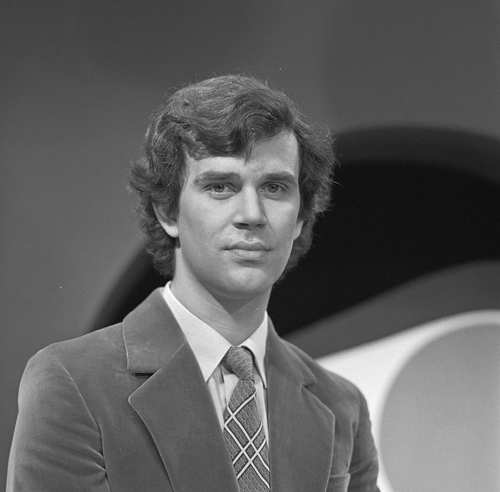
Coen van Vrijberghe de Coningh im Jahr 1978

Coenraad Lodewijk Dirk van Vrijberghe de Coningh (* 12. November 1950 in Amsterdam; † 15. November 1997 in Almere) war ein niederländischer Schauspieler und Musiker, der vor allem durch die Rolle des Johnnie Flodder im Film Flodder Forever bzw. der Serie Flodder bekannt wurde.
Er war der Sohn des niederländischen Schauspielers Cruys Voorbergh. Neben seiner Rolle in Die Flodders wirkte er in zahlreichen niederländischen Filmen mit. Er war zudem als Produzent der niederländischen Folk-Gruppe Flairck tätig, mit der er 1984 das Album Bal Masqué produzierte. Von 1987 bis 1996 war er mit der niederländischen Band The Shooting Party unterwegs.
Am 15. November 1997, drei Tage nach seinem 47. Geburtstag, erlitt van Vrijberghe de Coningh während einer privaten Feier im Flodder-Studio in Almere anlässlich der abgeschlossenen Aufnahmen der fünften TV-Staffel einen Herzinfarkt. Er war mit der niederländischen Schauspielerin Wivineke van Groningen verheiratet.

## Filmografie (Auswahl)
- 1988: Switch
- 1989: Alaska
- 1989: Lilly was here (De Kassière)
- 1989: Wilde harten
- 1991: Die unanständige Frau (De Onfatsoenlijke vrouw)
- 1993: Plädoyer (Pleidooi, Fernsehserie)
- 1993–1999: Flodder (Fernsehserie, 62 Folgen)
- 1994: Kats & co
- 1995: Flodder Forever (Flodder 3)
- 1996: Marie Antoinette ist nicht tot (Marie Antoinette is niet dood)